# 青森県営サッカースタジアム
青森県営サッカースタジアム（あおもりけんえいサッカースタジアム）は青森県が青森市郊外に2002年ワールドカップサッカーに向けて建設を予定していたサッカー専用のスタジアムである。

## 歴史
1992年1月、青森市長がワールドカップ開催地立候補を表明、青森市長より青森県知事へ招致への協力依頼、青森県総合運動公園の拡張整備計画に伴う施設整備についての要望がなされた。同年6月22日、青森市議会で招致決議がなされ、6月29日、青森県議会で「ワールドカップサッカーの招致に関する決議案」が起立総員で可決された。10月15日の青森県議会文教公安委員会で、青森市が予算措置として3,193万5千円を予算措置、青森県体育協会では特段の予算措置はしていないことが明らかにされた。同年9月30日、青森県は、ワールドカップ日本招致委員会にスタジアム計画をサッカー専用スタジアムとして提出した。
1993年1月、日本招致委員会は、青森市を含む15都市を候補地と決定した。同年6月、青森県はサッカー専用スタジアムから複合スタジアムへ変更する方針を打ち出した。これについて川淵三郎日本サッカー協会理事長は、青森県内のマスコミに対して、専用スタジアムならばJリーグの公式試合等を年に数試合開催するべき義務感を抱くが、複合スタジアムならばトーンダウンするのもやむを得ないと語った。青森県は、ワールドカップ大会中は専用スタジアム、その後は複合スタジアムとする考えを持っていたが、その後、11月17日、青森県企画部長が日本招致委員会に赴いた際、青森市での開催は様々な面で無理と見られるが、スタジアム計画が非常にすばらしかったことから国内開催候補地に決定されたこと、恒久的なサッカー専用スタジアムでないと受け入れ難いという見解が示された。同年11月30日、市民団体オーレの会が8万人の署名を集めて、専用スタジアムの建設を陳情した。
1994年1月19日に開催された日本招致委員会実行委員会で、石原俊実行委員会会長より「日本が開催国となるためには各地域におけるスタジアム整備が重要なポイントになってきているので、各開催候補地にあっては所定の計画に従って整備してもらいたい」と発言がなされ、青森県は専用スタジアム建設に方針を変換した。平成6年度予算で青森県単独事業としてサッカー専用スタジアム建設の方針が示された。当初の建設地としては三内丸山遺跡の発掘調査がなされている県営野球場の建設地に隣接した場所への整備が計画された。同年6月22日の県議会定例会で、スタジアム建設は1996年6月のFIFA理事会で開催地が日本に決定され、その後日本国内の開催地が決定された後に着工することが答弁された。その後の発掘調査で、三内丸山遺跡が、それまでの縄文時代の定説やイメージを翻すような大規模な遺跡であることが明らかにされ野球場の建設は中止となり、サッカー場の建設予定地にも試掘により遺跡が埋まっている可能性が高いと見て建設予定地をそのまま保存することが決定された。その後、建設予定地として青森県総合運動公園の拡張、荒川地区、横内地区、桑原地区、野内地区、新城地区の6箇所が調査検討されたが、様々な理由から運動公園予定地が候補とされた。
1995年2月26日、木村守男新知事が就任し、サッカースタジアムの建設予定地を見直す方向を示した。同年5月31日に招致委員会に提出された第三次開催計画書には、建設地について吟味中であるとして了承され、6月に工藤副知事を会長とする「サッカースタジアム建設地検討会議」が設置され、市街化される見込みが少ないこと、ゆとりのある面積が確保できること、国道7号沿いの外環状線の結節点にあり、青森インターチェンジ、青森空港に近いこと、将来開業予定の東北新幹線新青森駅に近いことなどの交通アクセス面、遺跡も存在するが規模が小さく重要度が低いと見られることなどから、新城地区が最適であるという判断がなされた。平成7年度の補正予算として4億830万円の予算措置が計上され、その財源には普通交付税が充てられた。この構想は、青森県営野球場を含む青森県総合運動公園を移転させる構想であり、サッカースタジアムの建設費として433億円、総額747億円となった。747億円の歳入見込みの内訳は、国庫99億円、起債468億円（国交付税見込み215億円、県負担253億円）、一般財源180億円で、県民の負担額は433億円であった。一方、青森県総合運動公園の拡張案を採った場合の試算は約557億円であった。同年9月15日以降、木村知事が新城地区の土地所有者である仙台市の不動産業者「共栄都市開発会社」から代議士時代の1991年に政治献金を受けており、その後国土法違反の疑いがある企業であることから献金を返還していたことが報道された。9月29日の青森県議会本会議での採決で青森県一般会計補正予算案「仮称「新青森県総合運動公園」の整備費に係る所要の予算措置について」は賛成24、反対26で否決された。その後、五戸町や浪岡町、五所川原市から誘致の手が挙がった。10月23日、青森市から野木地区、戸崎地区、宮田地区の3地区が建設候補地として提案され、検討の結果宮田地区が適地であるとの方針がなされ、総事業費は580億円とされ、財源としては国庫補助金が80億円、起債が360億円、一般財源を140億円、県民負担は300億円と見込まれた。
当スタジアムはメインのサッカースタジアム（オープンエア=屋外）の他に、積雪の多い冬場でも市民に気軽に利用できるようにということで、スタンドの下に多目的体育館（アトリューム）を設け、テニス、バレーボール、卓球、スカッシュルーム、エアロビクスルーム、コンコースアトリウムを活用したジョギングコースが設計された。 
1996年5月31日にスイスで開かれた国際サッカー連盟（FIFA）の総会で、2002年大会を韓国との共同主催にすることが決まった。11月13日の日本開催準備委員会第3回実行委員会で、日本での試合開催は、立候補した15の自治体の中から10に絞り込みたい意向が示された。同年12月25日に10自治体が発表されたが、青森県は落選し、このスタジアムの整備計画も白紙に戻された。

### 青森県内の新たなサッカースタジアム
2003年アジア冬季競技大会の開催に合わせて、2002年11月、青森市宮田地区に新青森県総合運動公園が完成した。その後、同総合運動公園内に日本陸上競技連盟の第1種陸上競技場基本仕様やJリーグスタジアム検査要項などへの適合を条件としたコンペが行われ、2013年1月27日、伊東豊雄建築設計事務所が最優秀提案者に特定、次点には日本設計が選ばれた。履行期限は、2014年3月21日、概算工事費は、126億円3900万円となっている。
その後の詳細は新青森県総合運動公園を参照。